# Weltpostverein

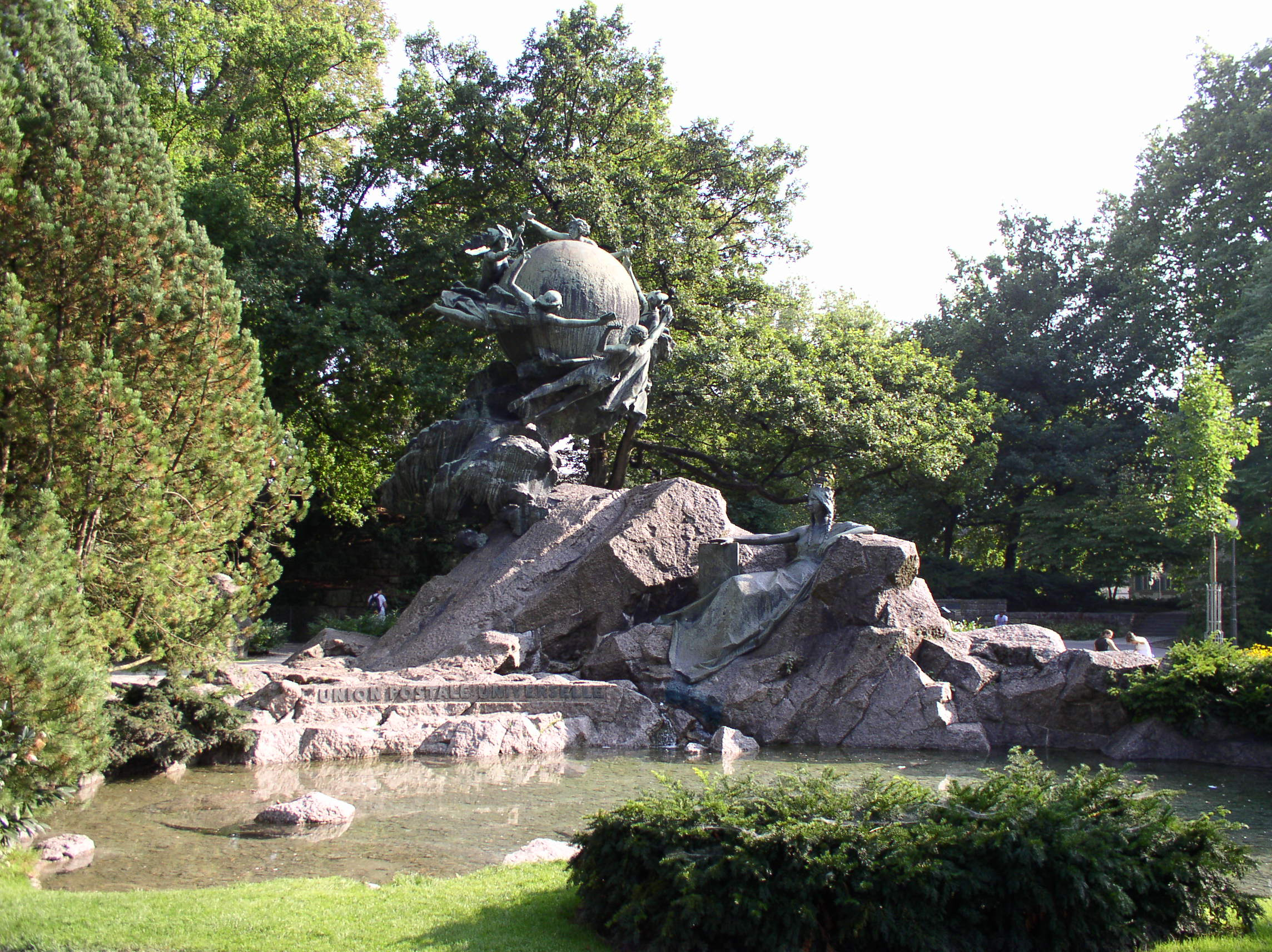
Weltpostdenkmal in Bern

Der Weltpostverein (WPV; englisch Universal Postal Union, französisch Union postale universelle, kurz UPU) wurde 1874 gegründet und regelt bis heute die internationale Zusammenarbeit der Postunternehmen bzw. -behörden und die Rahmenbedingungen des grenzüberschreitenden Postverkehrs. Der Hauptsitz des Weltpostvereins ist seit der Gründung in Bern in der Schweiz. Er hat seit dem 4. Oktober 2011 insgesamt 192 Mitgliedstaaten. Hauptrechtsgrundlagen des Vereins sind die Satzung (Constitution) vom 10. Juli 1964, ergänzt durch die Allgemeine Verfahrensordnung (Règlement général), sowie der Weltpostvertrag (Convention postale universelle).

## Geschichte
Am 9. Oktober 1874 wurde im Rathaus zum Äusseren Stand von Bern (Schweiz) auf Vorschlag des deutschen Generalpostdirektors Heinrich von Stephan ein Allgemeiner Postverein von 22 Staaten gegründet. Dieser zählt zu den ältesten Internationalen Organisationen. Der Weltpostvertrag wurde von 20 Gründungsstaaten ratifiziert und trat am 1. Juli 1875 in Kraft.
Die Gründerstaaten waren: Ägypten, Belgien, Dänemark, Deutschland, Griechenland, Italien, Luxemburg, die Niederlande, Norwegen, Österreich-Ungarn, Portugal, Rumänien, Russland, Schweden, die Schweiz, Serbien, Spanien, die Türkei, das Vereinigte Königreich und die Vereinigten Staaten von Amerika. Zum 1. Januar 1876 traten auch Frankreich und im Juli 1879 Japan dem Weltpostverein bei.
Der Postverein regelt auf seinen Postkongressen die internationale Zusammenarbeit der nationalen Postverwaltungen. Auf dem zweiten Kongress, der 1878 stattfand, wurde der Allgemeine Postverein zum Weltpostverein, im selben Jahr entstanden das Wertbriefabkommen und das Postanweisungsabkommen. 1881 trat der Postpaketvertrag in Kraft. Auf dem Weltpostkongress 1885 folgten Zusatzabkommen zum Weltpostvertrag, Wertbriefabkommen, Postpaketvertrag und zum Postanweisungsabkommen. Das Postauftragsabkommen und ein Abkommen über Ausweisbücher traten 1886 in Kraft.
Auf dem Weltpostkongress in Wien 1891 wurden alle bestehenden Verträge erneuert. Die Änderungen traten am 1. Juli 1892 in Kraft, das neu hinzugekommene Postzeitungsabkommen am 1. Januar 1893. Die auf dem Kongress in Washington 1897 erzielten Verbesserungen traten am 1. Januar 1899 in Kraft.
In den Jahren 1903 und 1904 gab es zwei Architektenwettbewerbe für den Bau des Weltpostvereins-Denkmals.
75 Jahre Weltpostverein, 50 Pf Deutsche Post

Link zum Bild

75 Jahre Weltpostverein, 30 Pf Deutsche Post

Link zum Bild

Am 4. Juli 1947 wurde der Weltpostverein eine Sonderorganisation der Vereinten Nationen. Er ist mit 192 Mitgliedstaaten das internationale Forum für die Kooperation zwischen Postverwaltungen (oder den entsprechenden Postministerien und Regulierungsbehörden) und Postunternehmen.

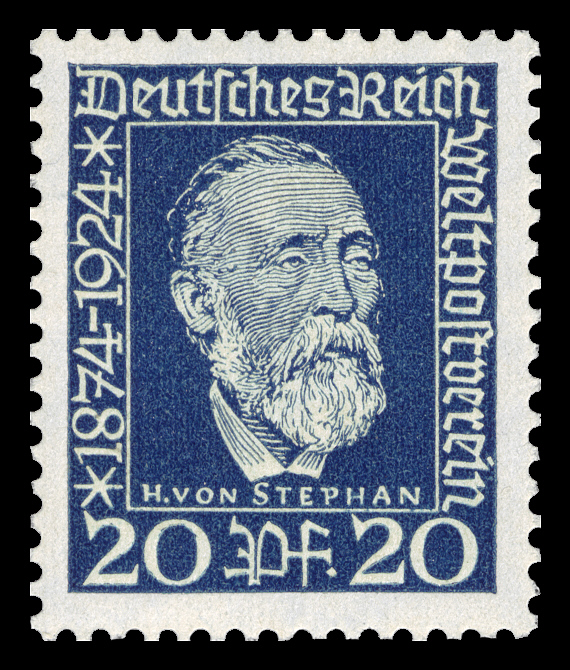
Sonderbriefmarke zum 50-jährigen Bestehen des Weltpostvereins 1924 zeigt den Mitbegründer Heinrich von Stephan.

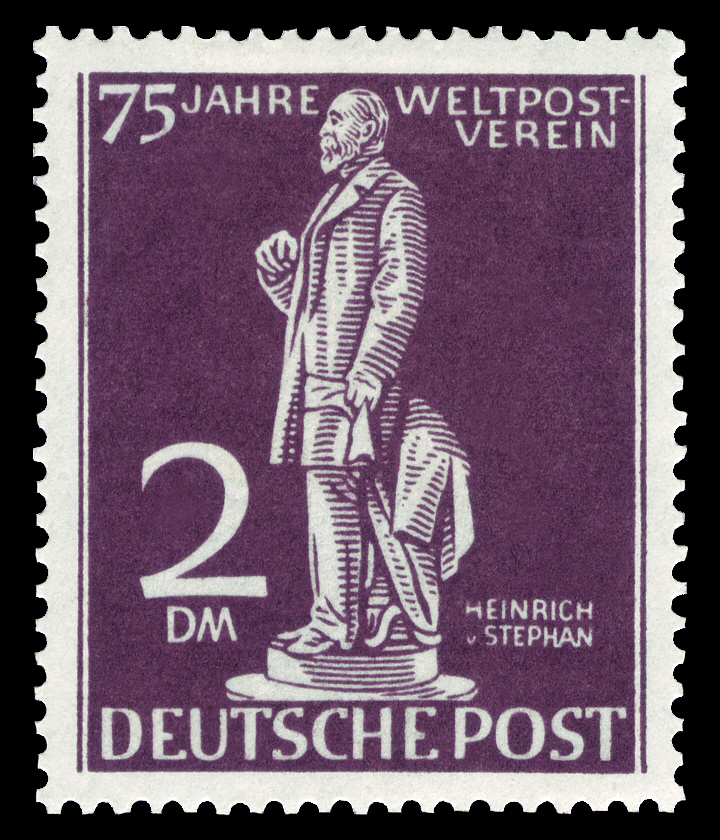
75 Jahre Weltpostverein mit einer Abbildung von Stephans, Erstausgabe am 9. April 1949

Von Bern aus wird alle vier Jahre (bis 2004 betrug das Intervall durchweg fünf Jahre) der Weltpostkongress organisiert. Generaldirektor des Internationalen Büros des Weltpostvereins war von 2013 bis 2021 Bishar Hussein aus Kenia. Seit dem 1. Januar 2022 bekleidet der japanische Politiker Masahiko Metoki den Posten des Generaldirektors.
An die Bedeutung der Stadt Bern für das weltweite Postwesen erinnert das dortige Weltpost-Denkmal.
Seit 1969 findet jährlich am 9. Oktober, dem Jahrestag der Gründung des Weltpostvereins, der Weltposttag statt.

## Vereinszweck
Der Weltpostvertrag von 1874 regelt die internationale Zusammenarbeit der Postunternehmen und -behörden, die Rahmenbedingungen des grenzüberschreitenden Postverkehrs und die Abrechnung der dabei anfallenden Postgebühren. Bis heute besteht die Hauptaufgabe des Weltpostvereins in der Sicherstellung einer weltumspannenden, zeitnahen Zustellung von Briefen und Paketen über Länder- und Sprachgrenzen hinweg. Die Notwendigkeit einer koordinierenden Instanz wie des Weltpostvereins wird deutlich angesichts der Zahlen, die das weltweite Postwesen beschreiben (Stand 2014):
- 5,2 Millionen Postmitarbeiter
- 680.000 Poststellen
- 327 Milliarden Briefe (davon 3,5 Milliarden grenzüberschreitend)
- 7,4 Milliarden Pakete (davon 101 Millionen grenzüberschreitend)

Zahlreiche Übereinkommen (Arrangements) zum Weltpostvertrag wurden bei den Weltpostkongressen beschlossen. Auf dem Kongress 1999 in Peking wurde z. B. das Postzahlungsdienste-Übereinkommen verabschiedet, welches das Postgiroübereinkommen, das Postanweisungsübereinkommen und das Postnachnahmeübereinkommen zusammenfasst.
Praktische Bedeutung für den einzelnen Postkunden hatte der Weltpostverein vor allem bei Verlust von Sendungen. So richtete sich beispielsweise der Entschädigungsbetrag für eine verlorene Einschreibsendung zunächst nach dem Goldfranken (für eine Einschreiben-Sendung gab es 75 Goldfranken), später nach Sonderziehungsrechten des Internationalen Währungsfonds, wobei immer eine Umrechnung in die Währung des Landes des Absenders stattfand.
Der Weltpostverein gibt auch den Internationalen Antwortschein (Coupon-réponse international) heraus. Dieser Kupon kann in jedem Land der Welt in Briefmarken umgetauscht werden, deren Nennwert dem billigsten Auslandsbrief entspricht. Auf diese Weise kann ein Absender die Kosten für einen Antwortbrief übernehmen. Die von den Postverwaltungen in Briefmarken umgetauschten Antwortscheine werden an den Weltpostverein gesandt, mit den Einnahmen aus dem Verkauf von Antwortscheinen der jeweiligen Postverwaltung verrechnet und gegebenenfalls Mehrausgaben erstattet.

## Weltpostkongresse
1. Weltpostkongress 1874 in Bern
2. Weltpostkongress 1878 in Paris
3. Weltpostkongress 1885 in Lissabon
4. Weltpostkongress 1891 in Wien
5. Weltpostkongress 1897 in Washington D.C.
6. Weltpostkongress 1906 in Rom
7. Weltpostkongress 1920 in Madrid
8. Weltpostkongress 1924 in Stockholm
9. Weltpostkongress 1929 in London
10. Weltpostkongress 1934 in Kairo
11. Weltpostkongress 1939 in Buenos Aires
12. Weltpostkongress 1947 in Paris
13. Weltpostkongress 1952 in Brüssel
14. Weltpostkongress 1957 in Ottawa
15. Weltpostkongress 1964 in Wien
16. Weltpostkongress 1969 in Tokio
17. Weltpostkongress 1974 in Lausanne
18. Weltpostkongress 1979 in Rio de Janeiro
19. Weltpostkongress 1984 in Hamburg
20. Weltpostkongress 1989 in Washington D.C.
21. Weltpostkongress 1994 in Seoul
22. Weltpostkongress 1999 in Peking
23. Weltpostkongress 2004 in Bukarest
24. Weltpostkongress 2008 in Genf
25. Weltpostkongress 2012 in Doha
26. Weltpostkongress 2016 in Istanbul
27. Weltpostkongress 2021 in Abidjan
28. Weltpostkongress 2025 in Dubai

## (General-)Direktoren
Die ersten neun Direktoren (bis 1966) stammten alle aus der Schweiz und wurden vom Bundesrat gewählt. Danach lag die Wahl in der Kompetenz der Weltpostkongresse.
1. 1875–1892 Eugène Borel (1835–1892)
2. 1893–1899 Edmund Höhn (1838–1899)
3. 1900–1919 Eugène Ruffy (1854–1919)
4. 1919–1925 Camille Decoppet (1862–1925)
5. 1925–1937 Evaristo Garbani-Nerini (1867–1944)
6. 1937–1944 Reinhold Furrer (1875–1944)
7. 1945–1949 Alois Muri (1879–1971)
8. 1950–1960 Fritz Hess (1895–1970)
9. 1961–1966 Eduard Weber (1901–1970)
10. 1966–1973 Michel Rahi (1912–1973; Ägypten)
11. 1973–1974 Anthony Hubert Ridge (Vereinigtes Königreich)
12. 1974–1984 Mohamed Ibrahim Sobhi (Ägypten)
13. 1985–1995 Adwaldo Cardoso Botto de Barros (Brasilien)
14. 1995–2005 Thomas E. Leavy (USA)
15. 2005–2012 Edouard Dayan (Frankreich)
16. 2013–2021 Bishar Abdirahman Hussein (Kenia)
17. seit 2021 Masahiko Metoki (Japan)

## Top-Level-Domain
Anfang August 2012 wurde die Top-Level-Domain .post in die Root-Zone der ICANN eingetragen. Der Weltpostverein tritt dabei als sogenannter Sponsor der generischen Domain auf und ist auch für deren Vergabe an dritte Personen und Unternehmen verantwortlich. Allerdings gibt es aufgrund der absehbar hohen Anforderungen an Registrare derzeit keine Provider, die eine Registrierung von .post-Domains ermöglichen.

## Sprache
Französisch ist die offizielle Sprache des Weltpostvereins. 1994 wurde Englisch als Arbeitssprache hinzugefügt. Der Großteil der Dokumente und Veröffentlichungen ist in den Amtssprachen der Vereinten Nationen zuzüglich Portugiesisch verfügbar. Als Übersetzungshilfe für Fachbegriffe des Postwesens stellt der Weltpostverein die Datenbank Termpost zur Verfügung.